# Talltorta
Talltorta es una localidad española del municipio gerundense de Bolvir, en la comunidad autónoma de Cataluña.

## Geografía
La localidad está situada junto al río Querol o Aravó.

## Historia
A mediados del siglo XIX, la localidad, ya por entonces perteneciente al término municipal de Bolvir, contaba con una población de 58 habitantes. Aparece descrita en el decimocuarto volumen del Diccionario geográfico-estadístico-histórico de España y sus posesiones de Ultramar de Pascual Madoz de la siguiente manera: 

TALLTORTA: l. en la prov. de Gerona (29 horas), part. jud. de Ribas (6), aud. terr., c. g. de Barcelona (30), dióc. de Seo de Urgel (9), ayunt. de Bolvir (1). sit. en el llano de la Cerdaña, con buena ventilacion y clima frio, pero sano; las enfermedades comunes son catarros y pulmonias. Tiene 20 casas; una igl. parr. (San Clemente) servida por un cura de primer ascenso, y el cementerio contiguo á ella. El térm. confina con las de Ventajola, All, Bolvir y Suriguera. El terreno es llano, de mediana calidad; le fertiliza el r. Arabó y le cruzan varios caminos locales. prod.: centeno, patatas y pasto; cria ganado caballar y vacuno, y pesca de truchas. pobl.: 12 vec., 58 alm. cap. prod.: 807,200 rs. imp.: 20,180.
(Madoz, 1849, p. 578)

En 2021 la localidad tenía censados 22 habitantes.